# Demonax parilis
Demonax parilis là một loài bọ cánh cứng trong họ Cerambycidae.